# Rossrobbe

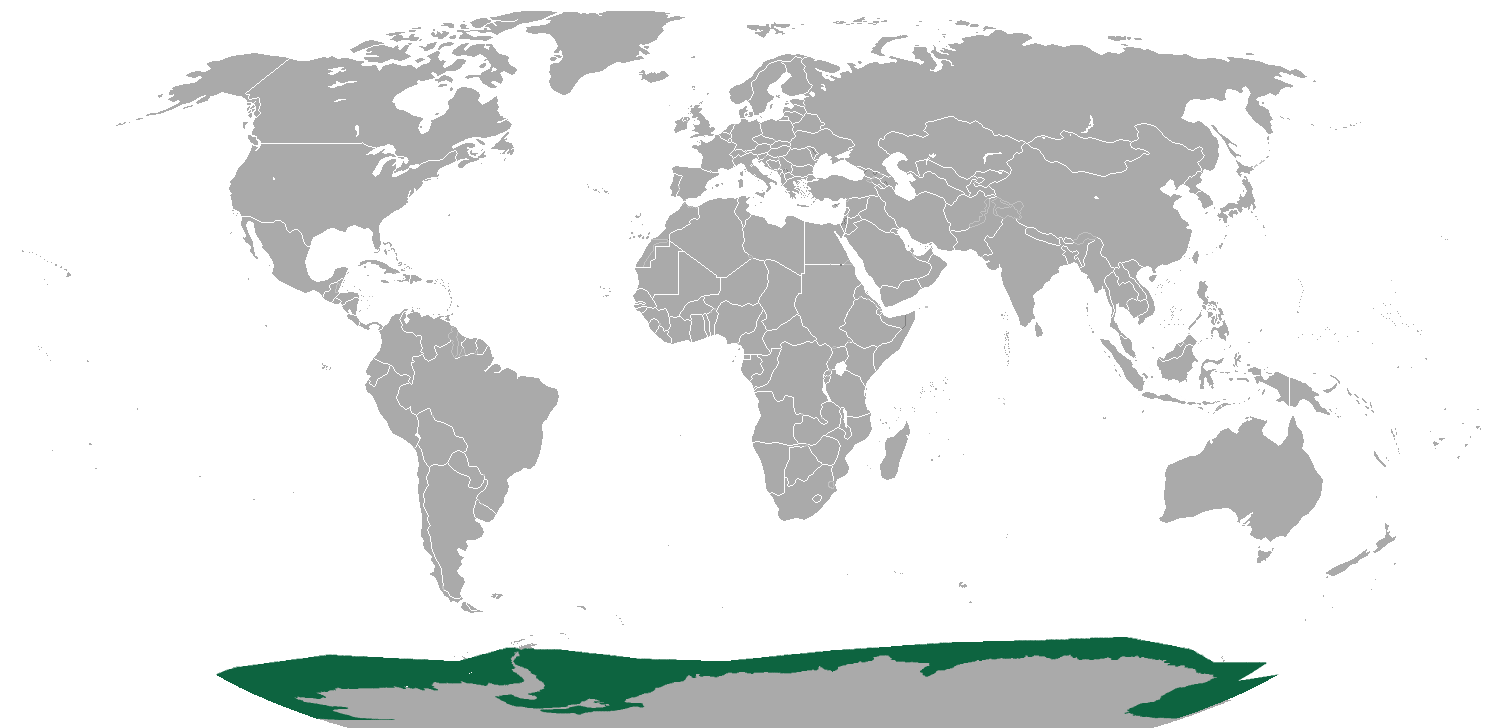
Verbreitungskarte der Rossrobbe

Die Rossrobbe (Ommatophoca rossii) ist eine in südpolaren Gewässern verbreitete Robbe. Benannt ist sie nach dem britischen Entdecker und Seefahrer James Clark Ross, bei dessen Antarktisexpedition (1839–1843) sie erstmals gesichtet und beschrieben wurde.

## Merkmale
Rossrobben sind deutlich kleiner als andere antarktische Robben. Sie werden etwa 2 m lang und erreichen ein Gewicht von 200 kg. Die Farbe ist oberseits dunkelbraun und unterseits silbrig weiß. Zum antarktischen Winter hin verblasst das Fell allmählich und wird hellbraun.  Aus der Nähe betrachtet kann man diese Robbe leicht an ihren riesigen Augen (je 7 cm Durchmesser) identifizieren.

## Lebensraum
Während Weddellrobben, Krabbenfresser und Seeleoparden in den antarktischen Meeren allgegenwärtig sind, ist die Rossrobbe ein seltenes Tier, das wenig erforscht ist. Sie lebt rund um die Antarktis (und nicht etwa nur in der Ross-See, wie der Name vermuten lassen könnte). Die antarktischen Gewässer verlässt sie so gut wie niemals, verirrte Einzeltiere an den Küsten subantarktischer Inseln sowie (in einem Fall) an der Küste Südaustraliens sind große Seltenheiten.

## Lebensweise
Die Rossrobbe ist eine einzelgängerische Robbe, die nach Kopffüßern und Fischen taucht. Dabei hat sie sich mehr als andere Robben auf Tintenfische spezialisiert, die etwa zwei Drittel ihrer Beute ausmachen. Wie andere antarktische Robben wird die Rossrobbe von Schwertwalen und Seeleoparden gejagt.
Die Rossrobbe hat einen Stimmapparat, der ihr das Erzeugen zwitschernder Laute ermöglicht, die unter Wasser weit tragen. Welchen Zweck diese Laute haben, ist unbekannt; möglicherweise spielen sie beim Aufrechterhalten von Revieren unter Wasser eine Rolle.
Im November bringen die Weibchen auf dem Eis ihr Junges zur Welt. Es wird nur vier Wochen gesäugt und anschließend allein gelassen. Mit drei Jahren werden Rossrobben geschlechtsreif, die Lebenserwartung beträgt wahrscheinlich etwas über 20 Jahre. Kurz nach dem Verlassen ihres Jungtiers paart sich das Weibchen unter Wasser mit einem Männchen.

## Bestand
Erst in den 1840ern wurde die Rossrobbe entdeckt. In den folgenden 100 Jahren wurde sie wohl nicht öfter als fünfzigmal von Menschen gesichtet. Trotzdem ist sie nicht so selten wie diese Daten vermuten lassen könnten. Ein Bestand von wenigstens 130.000 wird vermutet, über 200.000 werden für möglich gehalten. Die Unzugänglichkeit des Habitats ist der Grund dafür, dass immer noch relativ wenig über die Rossrobbe bekannt ist.